# بریتیش ریل کلاس ۳۷۵
بریتیش ریل کلاس ۳۷۵ (انگلیسی: British Rail Class 375) یک قطار خودگرانشی الکتریکی ساخت شرکت بومباردیه (Bombardier Transportation) است.
این قطار که از آوریل ۲۰۱۵ تولید میشود دارای ۱ مگاوات توان خروجی و ۲.۸۰ متر عرض است.

## نگارخانه

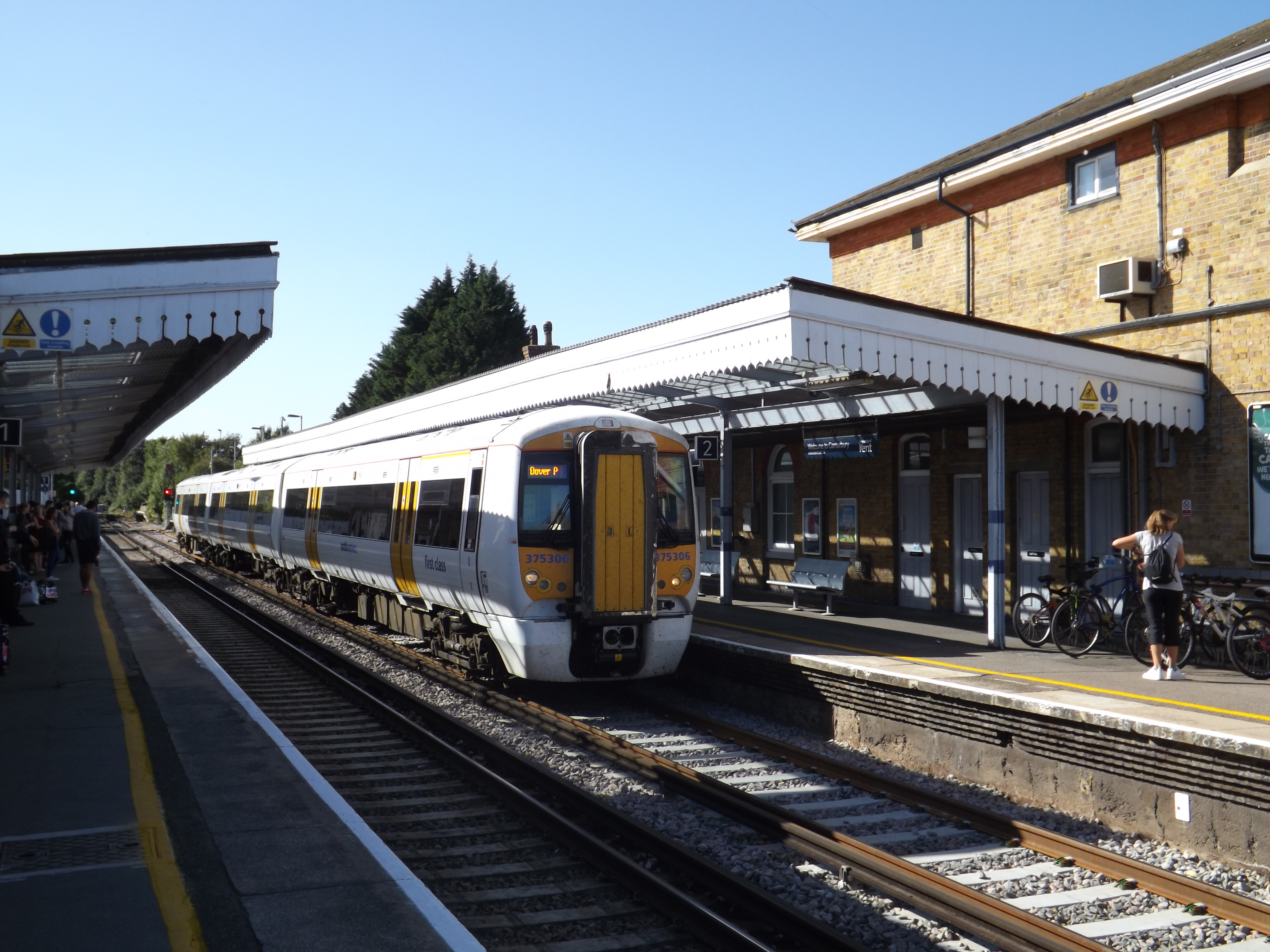
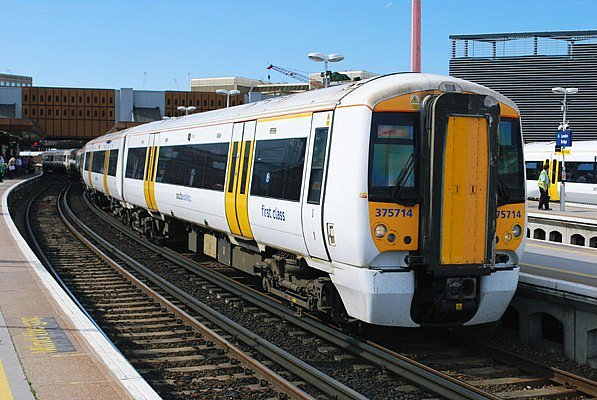
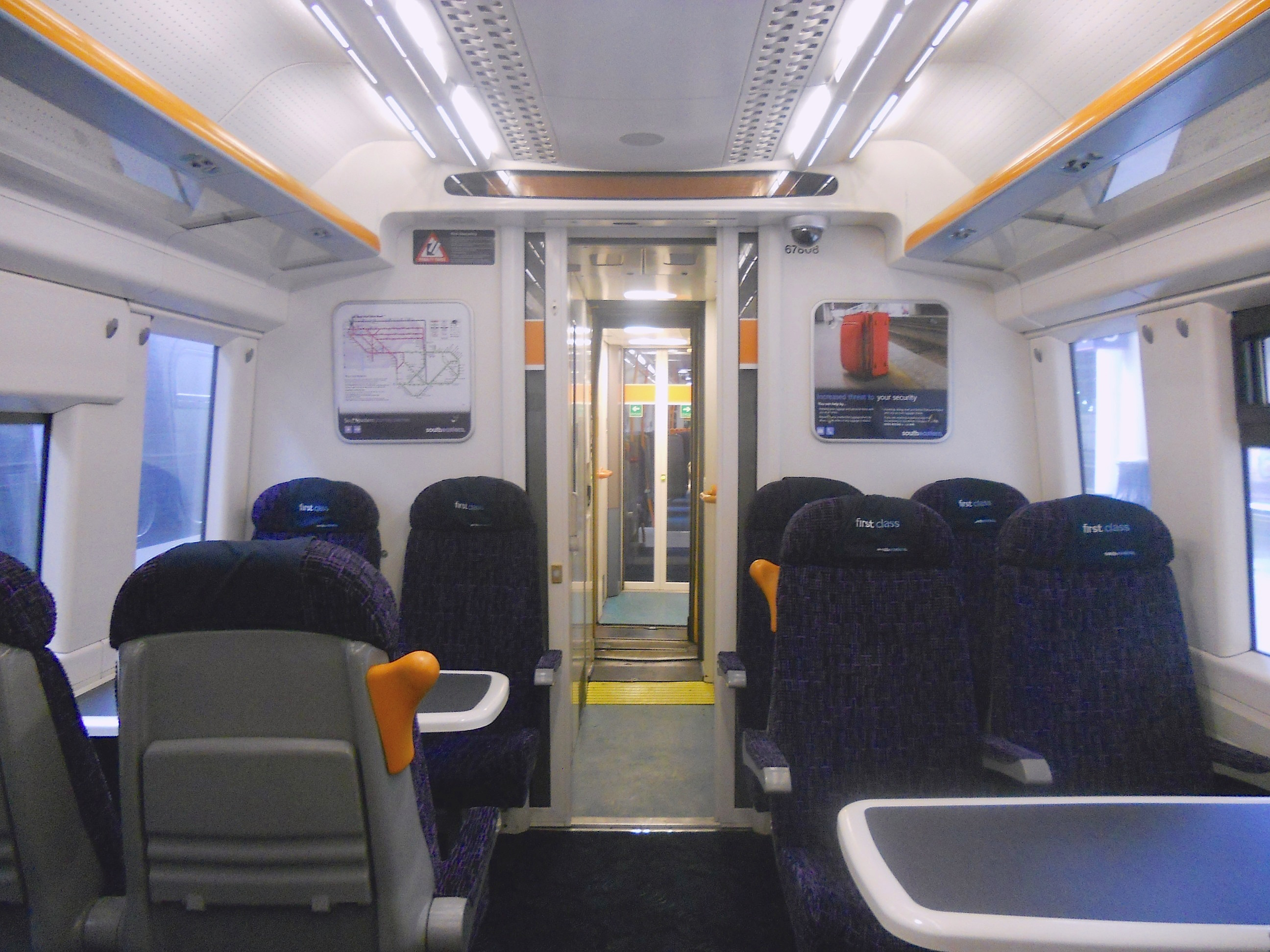
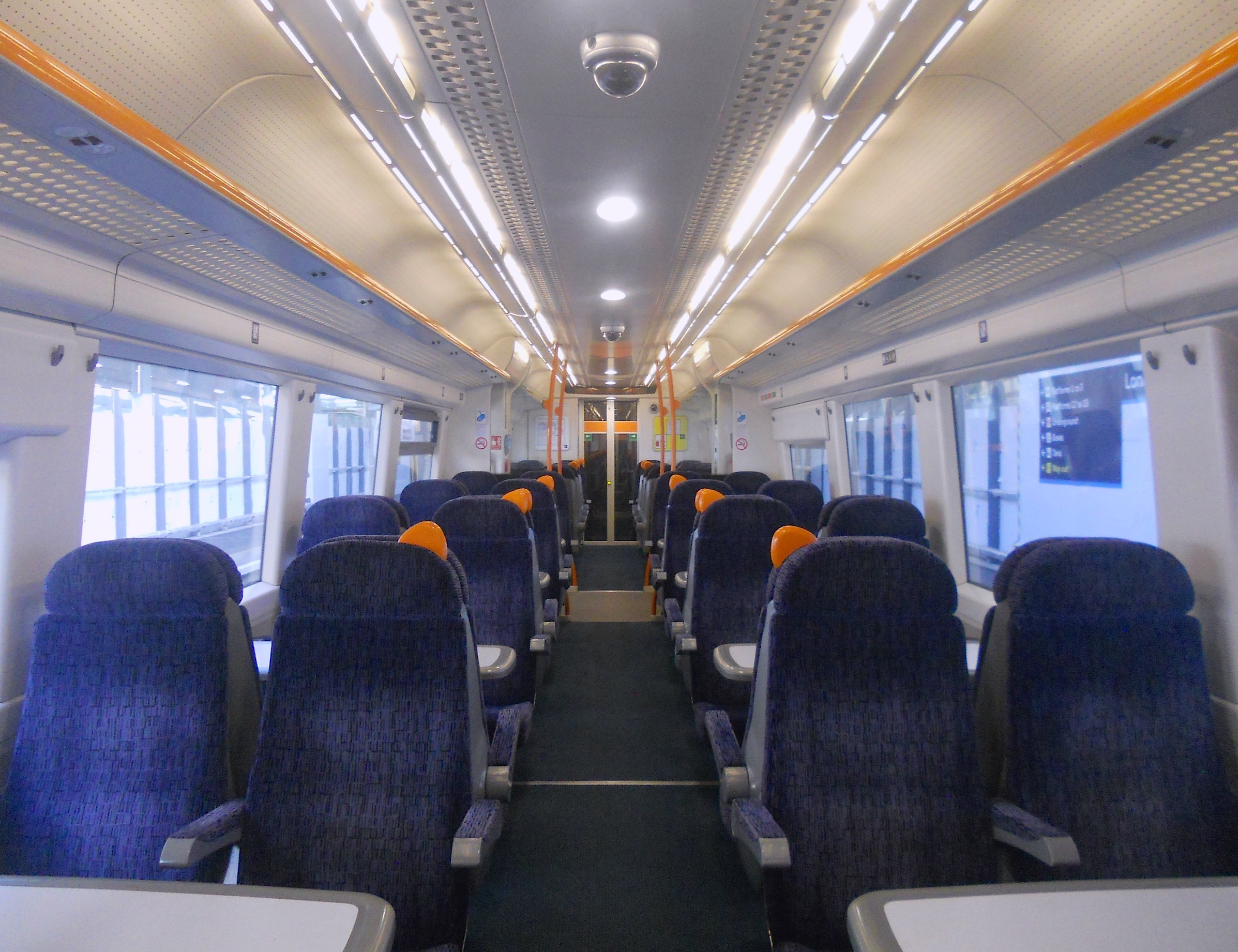
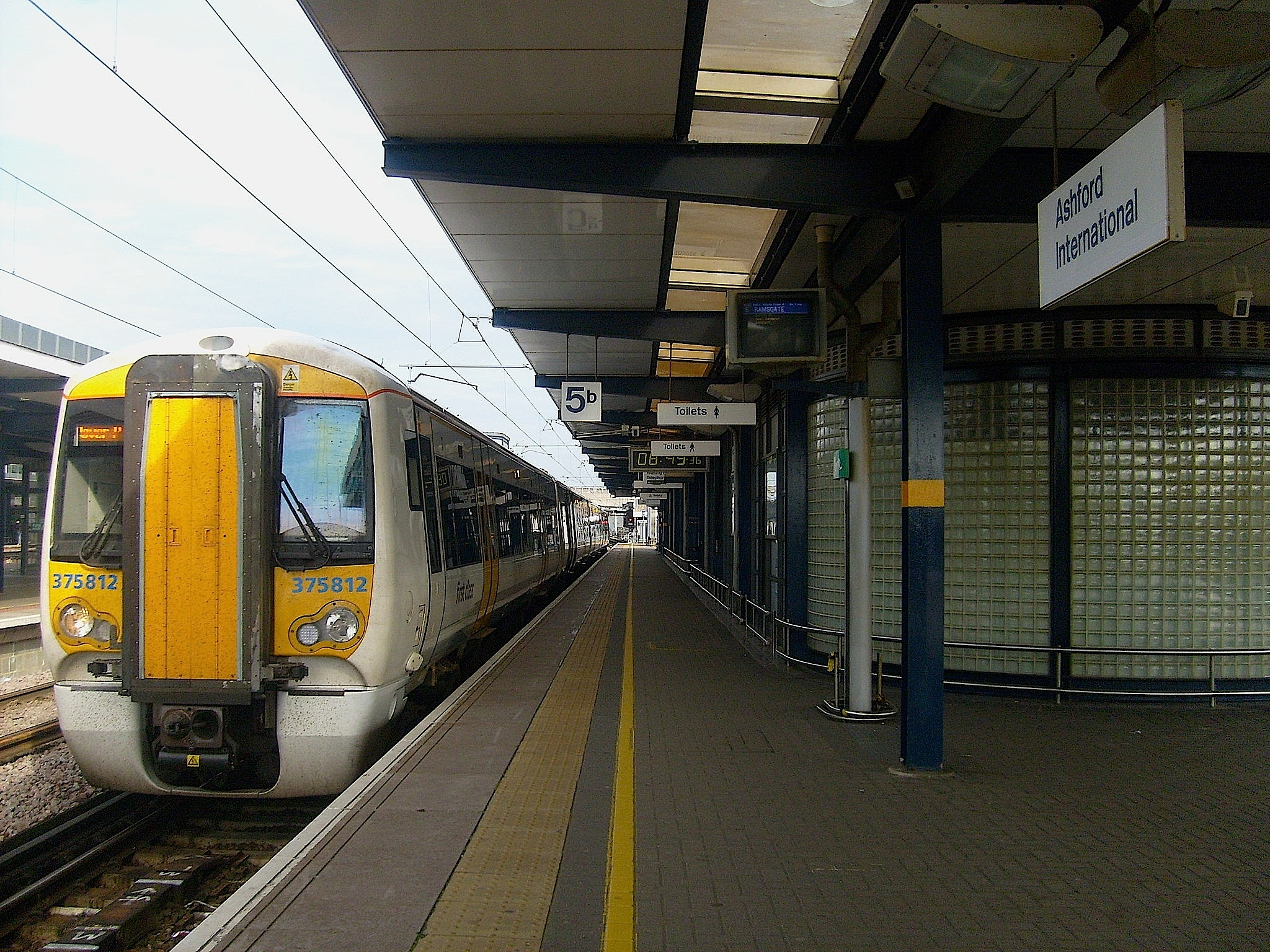
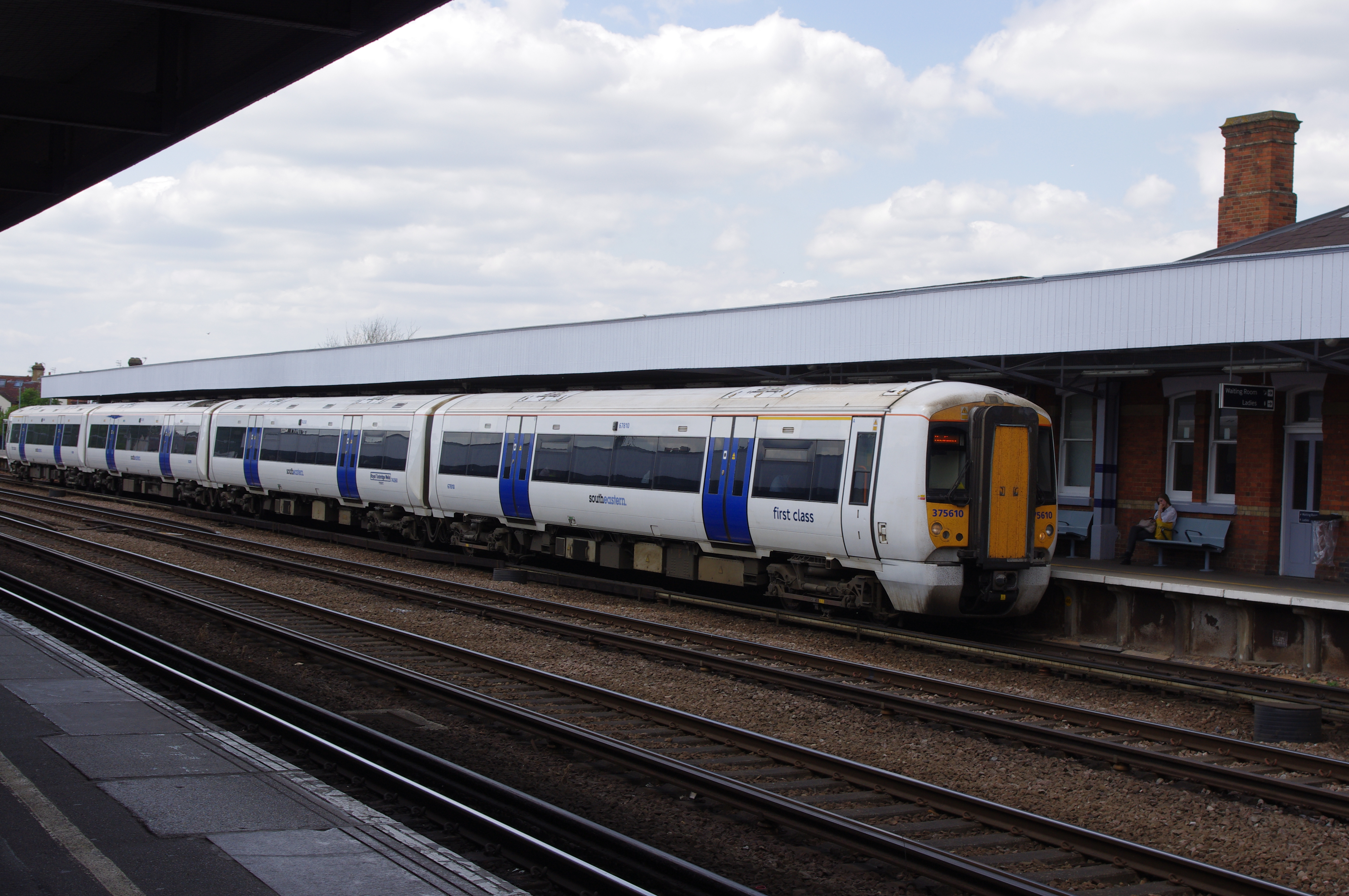
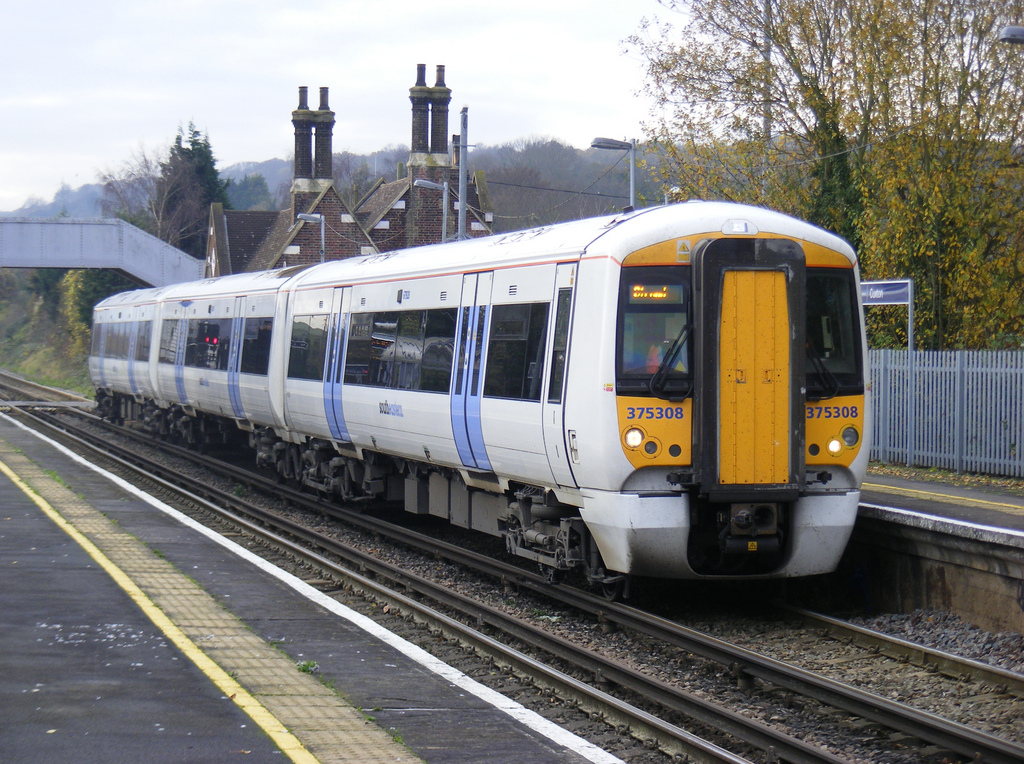